# Кубок Туркменистана по футболу 2011
Кубок Туркменистана по футболу 2011 — футбольный турнир среди профессиональных туркменских клубов. Проводился по системе с выбыванием, начиная с 1/4 финала. Первая стадия турнира стартовала 3 августа 2011 года. Финальный матч прошёл 30 ноября 2011 года. Победитель Кубка получил право выступления в Суперкубке Туркменистана 2012. Это первый кубок Туркменистана, начинающийся со стадии 1/4 финала.

## Полуфиналы
| Команда 1 | Итог | Команда 2 | 1-й матч | 2-й матч |
| --------- | ---- | --------- | -------- | -------- |
| Лебап     | 2:2  | Ашхабад   | 2:1      | 0:1      |
| МТТУ      | 2:2  | Мерв      | 0:1      | 2:1      |

## Финал
| 30 ноября 2011              | \| МТТУ \| 0:0 (пен. 4:2) \| Ашхабад \| | Стадион: Стадион "Абадан", Абадан Судья: К.Сеидов |
| «Туркменистан: золотой век» |                                         |                                                   |
| МТТУ                        | 0:0 (пен. 4:2)                          | Ашхабад                                           |

| Обладатель Кубка Туркменистана 2011 |
| ----------------------------------- |
| МТТУ Второй кубок                   |